# Z8 GND 5296
z8_GND_5296 – galaktyka karłowata, jedna z najbardziej odległych galaktyk o potwierdzonej odległości od Ziemi. Oglądane dziś jej światło podróżowało do Ziemi ponad 13 miliardów lat (z=7,51), a współcześnie sama galaktyka według współrzędnych współporuszających się oddalona jest o około 30 miliardów lat świetlnych od Ziemi. Galaktyka powstała około 700 milionów lat po powstaniu Wszechświata.

## Odkrycie
Galaktyka została odkryta w ramach programu Cosmic Assembly Near-infrared Deep Extragalactic Legacy Survey (CANDELS). Odkrycia dokonał zespół astronomów z University of Texas pod kierownictwem Stevena Finkelsteina przy współpracy z astronomami z Texas A&M University, National Optical Astronomy Observatory i University of California.  Galaktyka została początkowo zidentyfikowana na zdjęciach wykonanych przez Kosmiczny Teleskop Hubble’a, a jej odkrycie zostało potwierdzone przez Teleskopy Kecka.

## Charakterystyka
z8_GND_5296 jest galaktyką karłowatą. Jest to jedna z najbardziej odległych galaktyk o potwierdzonej odległości od Ziemi. Oglądane dziś jej światło podróżowało do Ziemi ponad 13 miliardów lat (z=7,51), a współcześnie sama galaktyka według współrzędnych współporuszających się oddalona jest o około 30 miliardów lat świetlnych od Ziemi. Galaktyka powstała około 700 milionów lat po powstaniu Wszechświata.
Przed odkryciem z8_GND_5296 znanych było kilkadziesiąt galaktyk z przesunięciem ku czerwieni z>7, ale tylko w przypadku pięciu z nich ich odległość została potwierdzona przez emisje w zakresie linii Lymana α (BDF−521 (z=7,008 ± 0,002), BDF−3299 (z= 7,109 ± 0,002), A1703 zD6 (z= 7,045), GN-108036 (z= 7,213) i SXDF-NB1006-2 (z= 7,215)). W przypadku kandydatów na najbardziej odległe znane galaktyki, odległości do trzech pierwszych galaktyk znane są tylko szacunkowo.
W spektrum z8_GND_5296 wykryto linię emisyjną o długości 1,0343 mikrometra, która jest najprawdopodobniej linią Lymana α, co daje z=7,51 i umieszcza galaktykę w epoce znajdującej się około 700 milionów lat po Wielkim Wybuchu.
Widziana współcześnie z Ziemi galaktyka wygląda tak, jak wyglądała 13 miliardów lat temu. Rodzi się w niej bardzo wiele nowych gwiazd o łącznej masie około 330 mas Słońca rocznie (sto razy więcej niż w naszej Galaktyce).